# Vicente Salas Quiroga
Vicente Salas Quiroga (Ortigueira, 1817 - València, 1894) fou un militar gallec, alcalde de València durant la restauració borbònica. El 1823 restà orfe de pares i es va traslladar a Madrid, on el 1834 va ingressar com a cadet amb el Regiment de Cavalleria del Rei, amb el qual va lluitar en la primera guerra carlina a la zona de Sogorb. Membre del Partit Progressista, es casà a València i es llicencià de l'exèrcit, tot ingressant a la Milícia Nacional. Després del pronunciament de Sagunt de desembre de 1874 va ingressar al Partit Liberal, amb el qual fou nomenat diputat provincial el 1874 i regidor de l'ajuntament de València el 1889. De gener a juliol de 1890 fou alcalde de València i el 1892 fou governador civil interí.